# فابيان فيتر
فابيان فيتر (بالألمانية: Fabian Wetter)‏ هو لاعب كرة قدم ألماني في مركز ظهير ‏، ولد في 30 مارس 1989 في لوبيكه في ألمانيا. لعب مع هولشتاين كيل.

## وصلات خارجية
- فابيان فيتر على موقع قاعدة بيانات كرة القدم.إي يو (الإنجليزية)
- فابيان فيتر على موقع بيانات كرة القدم. دي إي (الألمانية)
- فابيان فيتر على موقع عالم كرة القدم.نت (الإنجليزية)